# عوني المصري
عوني المصري ممثل تلفزيوني وإذاعي ومسرحي لبناني.

## أعماله

### التلفزيون

#### مسلسلات
- مسلسل البخلاء (1986)
- أبو الطيب (مالئ الدنيا وشاغل الناس) (1983)
- مسلسل الصمت (1980)
- بربر آغا (1980)
- مسلسل المغامرة (1978)
- مسلسل سمرا (1977)
- يسعد مساكم (1976)
- محاكمات ادبية (1974)
- صراع مع الحياة (1971)
- مسلسل جحا (1969)
- أبو المراجل (1968)
- أشعب والكندي (1968)
- فندق باب العمود (1968)
- سر الغريب (1967)
- وصية المرحوم (1971)
- اليد الجريحة

#### الرسوم المتحركة
- مغامرات سندباد
- مغامرات زينة ونحول
- ريمي الفتى الشريد

### أفلام
- الملجأ (1981)

## روابط خارجية
- عوني المصري على موقع قاعدة بيانات الأفلام العربية